# 7. század

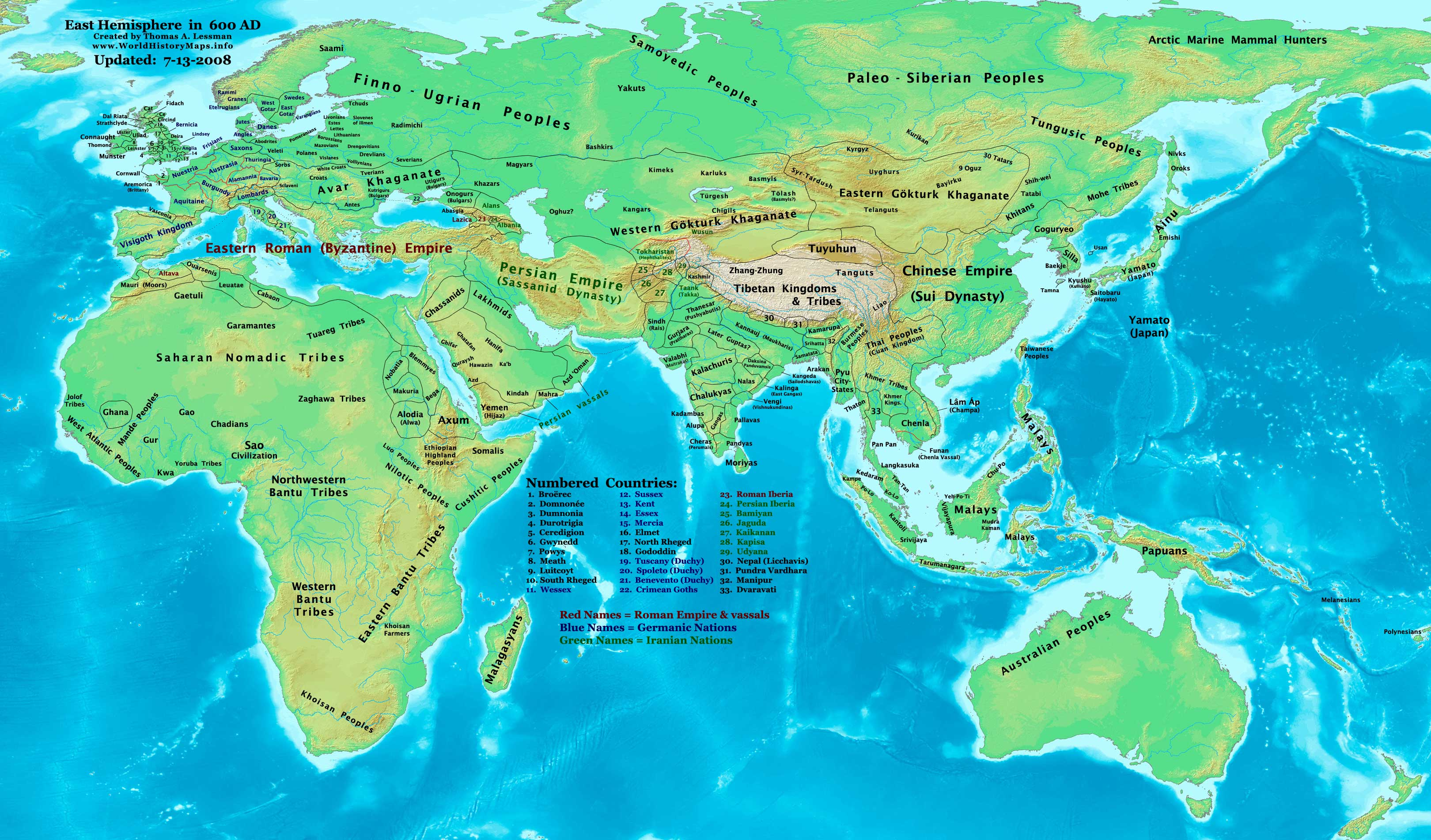
A világ keleti része a 7. század kezdetén (angol nyelvű)

A 7. század az időszámításunk szerinti 601–700 közötti éveket foglalja magába.

## Események

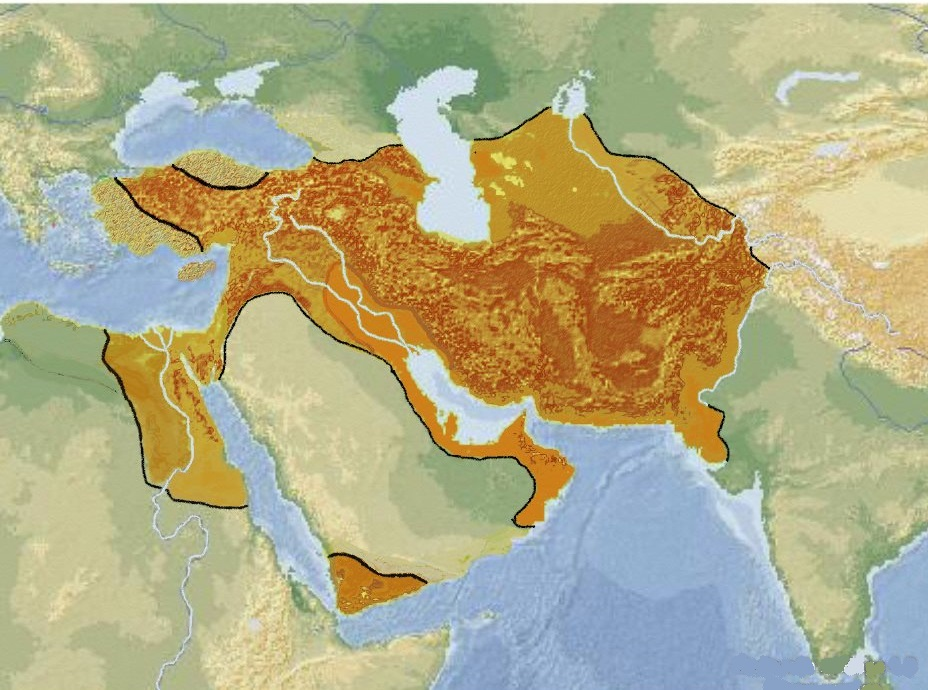
A Szászánida Birodalom 620-ban

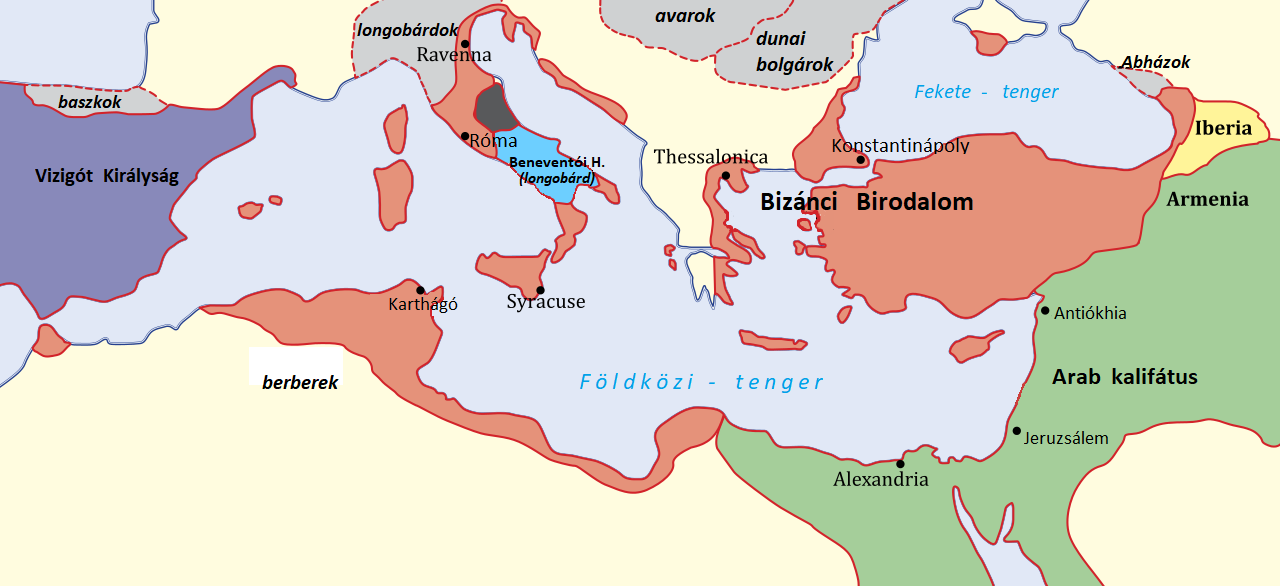
A Földközi-tenger térsége 650 előtt. A teljes észak-afrikai térség hamarosan az iszlám kalifáké lesz.

### Európa, Mediterráneum
- A század elején a szerbek és a horvátok mai területükön telepednek le, és korai államokat alakítanak
- A bolgárok a Balkánon, a késő avarok (a kettős honfoglalás elmélete szerint korai magyarok) a Kárpát-medencében telepednek le
- 602: Belső háború tör ki a Kelet-római Birodalomban, amely a pusztulás szélére jut. Nemsokára összeomlik a dunai határ, a Balkán-félszigetet a szlávok özönlik el. Kicsit később keleten a perzsák kezére jut Szíria, Palesztina, végül Egyiptom is (→ II. Huszrau).
- 610–641: Hérakleiosz császár újjászervezi a kelet-római birodalmat, és visszahódítja a perzsák által elfoglalt tartományokat (628), de a hódító arabokkal szemben már nem képes megtartani őket.
  - 626: Avar seregek perzsa támogatással sikertelenül ostromolják Konstantinápolyt.
  - 636: Az arabok elfoglalják Szíriát és Palesztinát a bizánciaktól és 638-ban beveszik Jeruzsálemet
- 619–642: Kuvrat kán uralma idején kialakul az onogur bolgárok birodalma
- 623–624: Szamo vezetésével cseh-morva-szorb törzsszövetség alakul az avarok ellen
- Az avar birodalom meggyengül, a szláv törzsek nagy része függetleníti magát, a későbbi Csehország és Ausztria területén átmenetileg nagy kiterjedésű szláv állam jön létre (631-658) Szamo vezetésével.
- 629–639: I. Dagobert frank király, a Meroving-dinasztia utolsó jelentős uralkodója. Halála után a frank birodalom két királyságra válik szét.
- 650 A bolgár államot megdöntik a kazárok
- 674–678: Konstantinápoly sikeres védelme az arabok támadásával szemben
- 680: A kazárok által elűzött Don-vidéki bolgárok egy része Aszparuh kán vezetésével létrehozza a dunai bolgárok államát
- 681: Aszparuh bolgár kán a szlávokkal szövetségben csapást mér Bizáncra. Az első bolgár cárság
- 687: II. Pippin, austrasiai majordomus a tertryi győzelemmel egyesíti a két frank királyságot, és haláláig (714) teljhatalommal kormányozza a Meroving-királyok nevében. Pippin a Karoling-dinasztia megalapítója.

### Ázsia, Afrika

A hódító iszlám terjedése (a mai országhatárokkal)
Mohamed idején, 622–632
A Rásidún kalifátus idején, 632–661
Az omajjádok idején, 661–750

Az arab birodalom növekedése (animációs térkép)

#### Iszlám
- Mohamed próféta fellépése, az iszlám és az Arab Birodalom (wd) születése az Arab-félszigeten.
- Mohamed halála (632) után utódai, a kalifák legyőzik az Újperzsa Birodalmat, a Bizánci Birodalomtól elhódítják Szíriát, Palesztinát, elfoglalják Egyiptomot, majd az egész Észak-Afrikát.
- 636: a jarmúki csatában az arabok győznek a Bizánci Birodalom seregei felett, majd a kadiszíjai csatában a Szászánida Perzsa Birodalom ellen is
- 639–642: Meghódítják Egyiptomot és a kalifák birodalmához csatolják
- 642: a nihávandi csatában az arabok döntő győzelmet aratnak a perzsák fölött, s ezzel nemsokára véget ért a Szászánida-dinasztia uralma (651); Iránt az arab kalifátushoz csatolják (642-656).
- 644–656: Oszmán, a harmadik kalifa alatt folytatódik az arab terjeszkedés: Ciprus, Rodosz, Örményország elfoglalása. A meghódított területeken arab katonai telepek létesülnek és megkezdődik az arab törzsek tömeges bevándorlása. Irán megőrzi perzsa jellegét, de átveszi a hódítók vallását és kultúráját.
- 656–661: Ali kalifa és az első fitna,
- 661: Muávija szíriai helytartó megalapítja az Omajjád-kalifák dinasztiáját (750-ig), és Medinából Damaszkuszba teszi át a birodalom székhelyét. Az iszlám hazája, az Arab-félsziget rövidesen elveszti politikai jelentőségét.
- 685–705: Abd al-Malik omajjád kalifa. Folytatódik az arab birodalom terjeszkedése.
  - 692: felépül a jeruzsálemi Sziklamecset, az iszlám első nagy épülete
  - 697-ben elfoglalják Bizánctól Karthágót és a 8. század elején Észak-Afrikában elérik az Atlanti-óceán partvidékét
  - Arab kereskedők jutnak el a Csád-tóhoz

#### Ázsia több része
- Kína: Parasztfelkelések megdöntik a Szuj-dinasztiát
  - 618–tól a Tang-dinasztia uralkodik
- 627: A bizánci hadsereg ninivei csatában (wd) megsemmisíti a Szászánidák államát
- 654: Japánban az ún. Taika-reformmal megkezdődik a centralizált bürokratikus állam kiépítése, kínai mintára
- 674–678: Konstantinápoly ostrománál először alkalmazzák a görögtüzet
- 682-től: A második Türk Birodalom virágzása Belső-Ázsiában

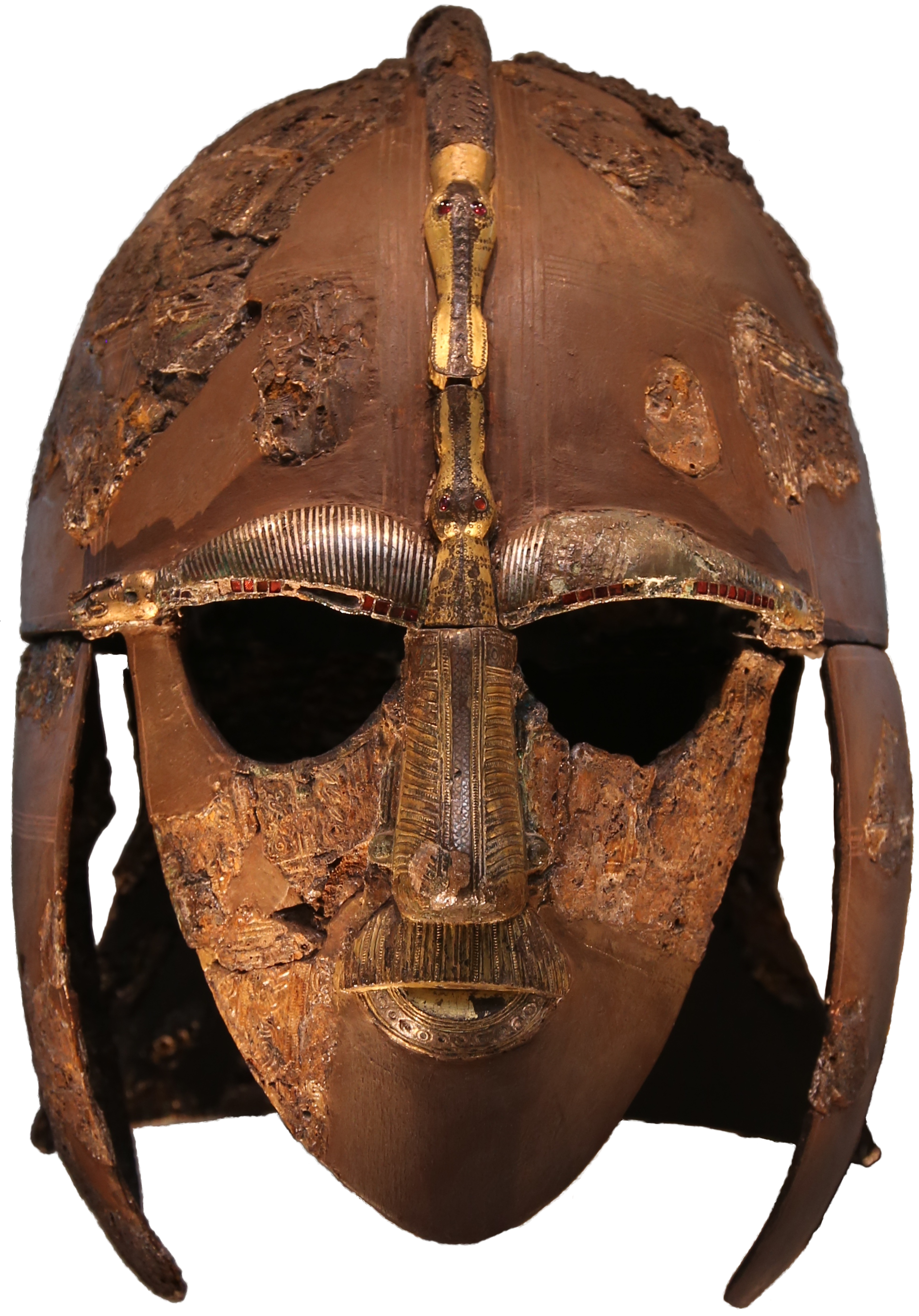
7. századi angolszász harci sisak

## Kultúra
- Az angol nyelvű költészet első írásos emlékei
- 622: Mohamed „futása” (hidzsra). A próféta Mekkából Medinába menekül ellenlábasai elől. Ez az iszlám időszámítás kezdőpontja.

## Vallás
- Három ősi keresztény patriarchátust sodor el az iszlám áradata: Antiókhia, Jeruzsálem, Alexandria
- 664: Az angolszász püspökök a whitbyi zsinaton a római egyház mellett foglalnak állást. Az ír szerzetesség, amely nagy szerepet játszott Anglia megtérítésében, ezután háttérbe szorul.[1]
- 680: III. konstantinápolyi zsinat

## Híresebb emberek

### Uralkodó, hadvezér
- I. Muávija, arab uralkodó, az Omajjád dinasztia alapítója

### Vallási személy
- Mohamed próféta (570/571 – 632)

## Évtizedek és évek
Megjegyzés: A hetedik század előtti és utáni évek dőlt betűvel írva.
| 590-es évek | 590 | 591 | 592 | 593 | 594 | 595 | 596 | 597 | 598 | 599 |
| 600-as évek | 600 | 601 | 602 | 603 | 604 | 605 | 606 | 607 | 608 | 609 |
| 610-es évek | 610 | 611 | 612 | 613 | 614 | 615 | 616 | 617 | 618 | 619 |
| 620-as évek | 620 | 621 | 622 | 623 | 624 | 625 | 626 | 627 | 628 | 629 |
| 630-as évek | 630 | 631 | 632 | 633 | 634 | 635 | 636 | 637 | 638 | 639 |
| 640-es évek | 640 | 641 | 642 | 643 | 644 | 645 | 646 | 647 | 648 | 649 |
| 650-es évek | 650 | 651 | 652 | 653 | 654 | 655 | 656 | 657 | 658 | 659 |
| 660-as évek | 660 | 661 | 662 | 663 | 664 | 665 | 666 | 667 | 668 | 669 |
| 670-es évek | 670 | 671 | 672 | 673 | 674 | 675 | 676 | 677 | 678 | 679 |
| 680-as évek | 680 | 681 | 682 | 683 | 684 | 685 | 686 | 687 | 688 | 689 |
| 690-es évek | 690 | 691 | 692 | 693 | 694 | 695 | 696 | 697 | 698 | 699 |
| 700-as évek | 700 | 701 | 702 | 703 | 704 | 705 | 706 | 707 | 708 | 709 |